# Горнет (Бузеу)
Горнет (рум. Gornet) — село у повіті Бузеу в Румунії. Адміністративно підпорядковане місту Петирладжеле.
Село розташоване на відстані 103 км на північ від Бухареста, 40 км на північний захід від Бузеу, 128 км на захід від Галаца, 69 км на південний схід від Брашова.

## Населення
За даними перепису населення 2002 року у селі проживали 24 особи, усі — румуни. Усі жителі села рідною мовою назвали румунську.